# Copelatus apuzzoi
Copelatus apuzzoi är en skalbaggsart som beskrevs av Bilardo och Rocchi 1999. Copelatus apuzzoi ingår i släktet Copelatus och familjen dykare. Inga underarter finns listade i Catalogue of Life.